# Józef Janduda
Józef Janduda (Klostermansfeld, 10 settembre 1942) è un ex calciatore polacco, di ruolo difensore.

## Carriera
Formatosi nel GKS Prezydent Chorzów e nel Zryw Chorzów, nel 1961 viene ingaggiato dal Ruch Chorzów. Con le R Blu debuttò il 4 marzo 1962 nell'incontro di Puchar Polski 1961-1962 contro il Mazur Ełk. Militò con gli slesiani sino al 1970, vincendo il campionato 1967-1968 e raggiungendo in tre occasioni la finale di coppa di Polonia. Con il Ruch Janduda in totale ha giocato nelle competizioni ufficiali 169 incontri, segnando una rete.
In ambito europeo partecipa con la sua squadra alla Coppa Piano Karl Rappan 1963-1964 e vinse la Coppa Intertoto 1967.
Con i suoi partecipò inoltre alla Coppa delle Fiere 1969-1970, in cui raggiunse i sedicesimi di finale del torneo. 
Nel 1970 passa al Pogoń Stettino e militerà con i pomerani sino al 1974, ottenendo come miglior risultato il raggiungimento del quarto posto nella I liga 1970-1971.
Nel 1974 si trasferisce negli Stati Uniti d'America, giocando inizialmente nel Vistula Garfield, viene ingaggiato dalla franchigia della NASL dei Rochester Lancers. Militò con i Lancers sino al 1975, non riuscendo mai a raggiungere i play off per l'assegnazione del titolo.
Nel 1976 viene ingaggiato dal New York Apollo, con cui raggiunse la finale dell'American Soccer League 1976, persa contro i L.A. Skyhawks. Successivamente giocò nel Polonia Greenpoint.
Sia suo zio Henryk Janduda, nazionale polacco, che il cugino Paweł Janduda sono stati calciatori.

## Palmarès

### Competizioni nazionali
- Campionato polacco: 1

Ruch Chorzów: 1967-1968

### Competizioni internazionali
- Coppa Intertoto UEFA: 1

Ruch Chorzów: 1967